# Aurelio Amoedo
Aurelio F. Amoedo (Marcos Paz (Buenos Aires) 27 de agosto de 1882 - Buenos Aires, 6 de abril de 1951) fue un político argentino, vicegobernador de la provincia de Buenos Aires entre 1936 y 1940.

## Biografía
Se recibió de abogado en 1910 en la Universidad de Buenos Aires, donde se doctoró en derecho dos años más tarde. Desde sus inicios estuvo ligado a la actividad política, y en 1914 fue elegido diputado a la Legislatura de la Provincia de Buenos Aires, siendo reelegido en 1918, y en 1922 fue elegido senador nacional. Formaba parte de un grupo de dirigentes locales de la Concentración Nacional que alcanzó importante poder dentro del partido tras desplazar a los dirigentes porteños que lo habían monopolizado desde la federalización de la capital.
En 1928 fue elegido diputado nacional por el partido conservador, y se destacó como uno de los más firmes opositores al presidente Hipólito Yrigoyen y sus posturas nacionalistas. En oposición a Yrigoyen, fue uno de los fundadores de la Agrupación Bases, dedicada a honrar la memoria de Juan Bautista Alberdi y a acusar a Yrigoyen de violar el espíritu de la Constitución del 53. Apoyó el golpe de Estado de Uriburu en 1930 y colaboró con el gobernador de facto Manuel Ramón Alvarado. En 1932 fue nuevamente elegido diputado nacional –merced a la proscripción del radicalismo y a un generoso fraude electoral– y también fue miembro de la Convención Reformadora de la constitución provincial en 1934.
En las elecciones de 1936 acompañó en la fórmula a Manuel Fresco, logrando su elección como vicegobernador de la provincia de Buenos Aires. Dadas las características autoritarias y populistas del gobernador, la gestión de su vice pasó desapercibida.
En 1938, y como presidente de la Agrupación Bases, presentó un proyecto para declarar al aniversario del natalicio de José Hernández como Día de la Tradición, lograda al año siguiente.
Tras la intervención federal que terminó con el mandato de Fresco y Amoedo, éste fue nombrado miembro del directorio del Banco de la Provincia de Buenos Aires. En 1941 publicó unas memorias políticas, con el nombre de Tres años en la Legislatura de Buenos Aires y fue miembro del Patronato de Menores provincial. Tras el golpe de Estado de 1943 no volvió a actuar en política.
Falleció en Buenos Aires en 1951. Estaba casado con Filomena Ginistri, con quien tuvo dos hijos; uno de ellos fue el dirigente del Partido Conservador Popular, Julio Aurelio Amoedo, que fue senador nacional por la provincia de Catamarca entre 1983 y 1992.
Una calle de la ciudad de Marcos Paz, donde nació, recuerda a este vicegobernador.